# Veli Mlun
 Veli Mlun   (olaszul: Milino Grande) falu Horvátországban, Isztria megyében. Közigazgatásilag Buzethez tartozik.

## Fekvése
Az Isztriai-félsziget északi részének közepén, Pazintól 20 km-re északra, községközpontjától 4 km-re délnyugatra fekszik.

## Története
1857-ben 120, 1910-ben 201 lakosa volt. 2011-ben 63 lakosa volt.

## Lakosság
| Lakosság változása | Lakosság változása | Lakosság változása | Lakosság változása | Lakosság változása | Lakosság változása | Lakosság változása | Lakosság változása | Lakosság változása | Lakosság változása | Lakosság változása | Lakosság változása | Lakosság változása | Lakosság változása | Lakosság változása | Lakosság változása |
| ------------------ | ------------------ | ------------------ | ------------------ | ------------------ | ------------------ | ------------------ | ------------------ | ------------------ | ------------------ | ------------------ | ------------------ | ------------------ | ------------------ | ------------------ | ------------------ |
| 1857               | 1869               | 1880               | 1890               | 1900               | 1910               | 1921               | 1931               | 1948               | 1953               | 1961               | 1971               | 1981               | 1991               | 2001               | 2011               |
| 120                | 131                | 169                | 163                | 157                | 201                | 1311               | 0                  | 144                | 133                | 101                | 96                 | 82                 | 68                 | 59                 | 63                 |

## Nevezetességei
Szent András tiszteletére szentelt temploma 1787-ben épült a 15. századi templom alapjain. 1887-ben és azóta többször is megújították. Egyszerű egyhajós épület, homlokzata felett alacsony nyitott harangtoronnyal, benne egy haranggal.